# Uirapuru (Goiás)
O município de Uirapuru foi emancipado em 30 de abril de 1992. É um município brasileiro do interior do estado de Goiás. Pertence à Mesorregião do Noroeste Goiano e a Microrregião de São Miguel do Araguaia. Sua população estimada pelo Instituto Brasileiro de Geografia e Estatística (IBGE) era de 2 973 habitantes em 2015. Possui uma área territorial de 1.153,472 km² e uma densidade demográfica de 2,58 hab/km².

## Hidrografia
- Rio Crixás-Açu (centro)
- Rio Facão (norte)
- Ribeirão Dantas

## Vilas e Povoados de Uirapuru
- Vila Sertaneja
- Região da Bucaina
- Região do Além
- Região do Taquari
- Assentamentos (Mãe Maria, Gaivota, Escarlete, Bacuri e Santa Marta)

## Economia
A economia predominante no município de Uirapuru é a Agricultura e a Pecuária com suas ramificações na bovinocultura, suinocultura e outros, mas também possui um comércio consolidado que varia desde supermercados, lojas de roupas, pequenos hotéis, lanchonetes e vários bares espalhados pela região. Encontramos ainda, pequenos produtores de doces artesanais, e alguns poucos apicultores. No entanto, a população uirapuruense depende ainda de algumas atividades do município de Crixás, tais como Bancos, Hospitais, Clínicas entre outros setores que ainda estão em desenvolvimento em Uirapuru.

## Educação
Há no município algumas escolas que são responsáveis pela formação acadêmica dos alunos de Uirapuru, são elas: Escola Estadual Pereira Maia e Escola Municiapal Cristo Rei, ambas na Vila Sertaneja, Escola Estadual José Pereira Leandro; Escola Municipal Maria Evangelista Rosa; Escola Municipal Menino Jesus e Escola Família Agrícola de Uirapuru (EFAU), ambas em Uirapuru. Após a conclusão do ensino médio, os alunos que desejam continuar e seguir para o Ensino Superior, tem a opção de estudarem no município de Crixás-GO ou Ceres-GO, onde o município possui a Casa do Estudante para dar assistência aos alunos que lá estão.